# Katamari Damacy
A Katamari Damacy (塊魂, Katamari Damasii; jelentése nagyjából „Rög-lélek”) egy harmadik személyű puzzle-akció videójáték, amelyet a Namco fejlesztett és adott ki a PlayStation 2 konzolra. 2004 márciusában jelent meg Japánban, majd szeptemberben Észak-Amerikában. A játék tervezője, Takahasi Keita (高橋 慶太; Hepburn: Takahashi Keita), aki ekkor a Namco alkalmazottja volt, nehezen tudta bemutatni a játékot a feletteseinek, végül diáksegélyt kért a Namco Digital Hollywood Game Laboratory-tól a projekt fejlesztéséhez, kevesebb mint 1 000 000 amerikai dollár értékben. Rendezőként Takahasi az újdonságot, a könnyű megértést és az élvezetet hangsúlyozta.
A játék története egy kicsiny hercegről szól, aki a csillagok, a csillagképek és a Hold újjáépítésére törekszik, amelyeket apja, a Minden kozmosz királya akaratlanul elpusztított. Ezt úgy éri el, hogy egy varázslatos, erősen tapadó golyót, egy úgynevezett katamari-t gurít különböző helyeken, és egyre nagyobb tárgyakat gyűjt össze, kezdve a gombostűktől az embereken át a hegyekig, amíg a golyó elég nagyra nem nő ahhoz, hogy csillaggá válhasson. A Katamari Damacy története, helyszínei és karakterei erősen stilizáltak és szürreálisak, gyakran egyszerre ünneplik és gúnyolják a japán kultúra aspektusait.
A Katamari Damacy jó fogadtatásra talált Japánban és Észak-Amerikában, meglepetés sláger lett, és számos díjat nyert. Sikere a nagyobb Katamari franchise megalkotásához vezetett, és számos további játékot inspirált, utánozva a különleges, színes varázsát. Egyes kritikusok kultikus klasszikusnak és minden idők egyik legnagyobb videojátékának nevezték, méltatva játékmenetét, visszajátszási értékét, humorát, eredetiségét és sibuja-kei stílusú soundtrackjét. A játék nagy felbontású remasterje Katamari Damacy Reroll címen 2018 decemberében Windows és Nintendo Switch, 2020 novemberében PlayStation 4 és Xbox One konzolokra, 2021 szeptemberében pedig Google Stadiára jelent meg.

## Szinopszis
Egy részeg kábulatban egy különc, istenszerű entitás, a Minden Kozmosz Királya elpusztítja az univerzum összes csillagát, a Föld Holdját és más hasonló égitesteket, kivéve magát a Földet. Annak ellenére, hogy elismeri tévedését, a király megkéri az 5 cm magas fiát, a Herceget, hogy menjen le a Földre egy „katamarival” – egy varázslatos golyóval, amely lehetővé teszi, hogy bármi annál kisebb tárgy hozzátapadjon és így növekedjen – és gyűjtsön elég anyagot a csillagok és a Hold újrateremtéséhez. A herceg sikeresen elvégzi feladatát és az univerzum visszatér a normális kerékvágásba.
Egy melléktörténet követi a Hosino családot, amint a herceg a feladatait végzi. Az apa, egy űrhajós, nem tud felmenni a Holdra, miután a király elpusztította azt, és a lánya, akit Micsirunak hívnak, „érzi” a herceg munkáját – érzi, amikor minden csillagkép visszatér az égre. Végül a család, házukkal és városukkal együtt a Hold újraalkotásához használt katamariba gurítódnak.

## Játékmenet
A játékos irányítja a herceget, miközben a házak, kertek és városok körül gurítja a katamarit, hogy megfeleljen a Minden Kozmosz Királya által meghatározott paramétereknek. A játékos a DualShock kontroller két analóg karját használja a katamari irányítására, a Battlezone árkád-játék irányításához hasonlóan. Létezik még a „Herceg-vágta”, amivel a katamari egy kis időre felgyorsul, illetve gyors forgásra is van lehetőség: ekkor a Herceg át tud ugrani a katamari másik oldalára.
A katamarinál kisebb tárgyak hozzáragadnak, amikor a játékos kapcsolatba kerül velük, míg a nagyobb tárgyak akadályok lehetnek; ha nagy sebességgel ütközik bármelyikkel, tárgyak leeshetnek a katamariról, lelassítva a játékos előrehaladását. A játék a katamari méretét, súlyát és felületét használja annak meghatározására, hogy egy tárgy hozzáragadhasson-e a katamarihoz. Ez lehetővé teszi a karcsú tárgyak, például ceruzák – amelyek hosszabbak, mint a katamari szélessége – felgurítását, és ezek megváltoztatják a katamari gördülését, amíg több tárgyat nem gurít fel.  Az állatok, például a macskák, és az emberek üldözni fogják a katamarit, és kiütik belőle a dolgokat, de amint a katamari elég nagy, elriasztja őket, és ha utóléred őket, felguríthatóak. Amint a tárgyak a katamarihoz tapadnak, a katamari növekedni fog, ami végül lehetővé teszi az egykor akadályoknak számító tárgyak felszedését, és hozzáférést biztosít a korábban elzárt területekhez. Ily módon a játékos elkezdheti a játékot gombostűk és hangyák felszedésével, majd lassan eljuthat addig a pontig, ahol a katamari épületeket, hegyeket és felhőket gurít fel.
A Minden Kozmosz Királya tipikus küldetése a „Csillag Készítése” mód, ahol a játékosnak egy adott időkereten belül meghatározott méretre kell növesztenie a katamarit. Más küldetéseknél konkrétabb gyűjtési szabályok vannak, például a lehető legtöbb tárgyat (hattyút, rákot, ikerpárt) kell összegyűjteni adott időn belül, vagy a lehető legnagyobb tárgyat (például tehenet vagy medvét) kell felgurítani. A játékos bármilyen szinten megkísérelheti a minél több pont elérését, ahol a cél az, hogy a lehető legnagyobb katamarit készítse el a rendelkezésre álló idő alatt. Bizonyos szintek feloldhatnak egy „örökkévaló módot” egy kivételesen nagy katamari létrehozásával. Örökkévaló módban a játékos időkorlát nélkül fedezheti fel a szintet.
Minden szinten két típusú titkos tárgy található meg. Az első típusú tárgy egy királyi ajándék, amely általában egy kiegészítőt tartalmaz, amit a herceg viselhet. A legtöbb ajándék nem működőképes, de az egyik tartalmaz egy kamerát, amellyel játékon belüli képernyőképeket lehet készíteni. A kétjátékos módban a játékos választhat, hogy a hercegként vagy a számos unokatestvéreiként játsszon. A képernyő függőlegesen van felosztva; az egyik játékos a bal oldalon és a másik a jobb oldalon. A játékosok egyszerre versenyeznek egy kis arénában, hogy három percen belül a legtöbb tárgyat gyűjtsék össze. A játékteret időszakonként új tárgyakkal töltik fel. A játékosok egymásba döngölhetnek, tárgyakat üthetnek ki ellenfeleik katamarijából, és ha az egyik játékos elég nagy előnnyel vezet, akkor felguríthatja az ellenfél katamariját.

## Fejlesztés

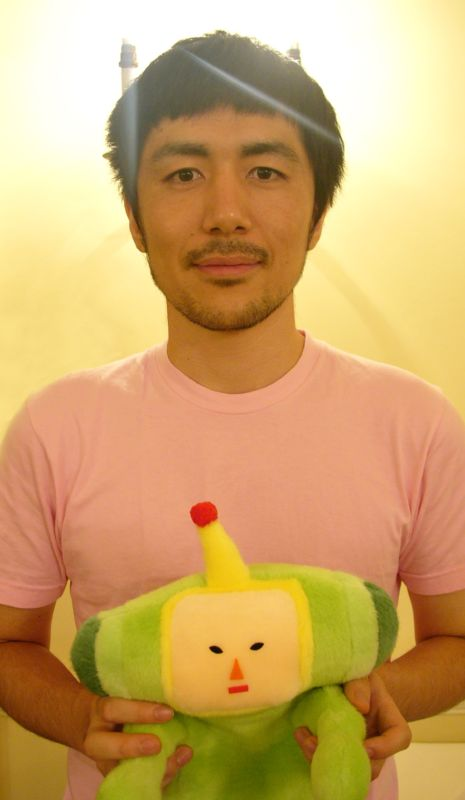
Takahasi 2005-ös fotója, a Herceg plüss változatával

Takahasi Keita művészetet tanult, és 1995-ben beiratkozott a Muszasino Művészeti Egyetemre, hogy szobrászatot tanuljon. Tanulmányai során eljutott ahhoz a filozófiához, hogy művészetében gyakorlati elemeket kellett ötvöznie egy kis hóborttal és humorral. A diploma megszerzése után Takahasinak már nem volt kedve a szobrászattal főállásban foglalkozni, és meglátta a lehetőséget, hogy videójátékokkal foglalkozzon, mint eszköz arra, hogy művészeti érdeklődését egy nagyobb médiumban folytathassa. 1999 körül csatlakozott a Namcóhoz művészként, Takahasi számos kisebb projekten dolgozott a kiadónál. Az egyiket Action Drive-nak hívták, amit a Crazy Taxi ihletett, de több kém-alapú elemmel rendelkezett. Ezalatt Takahasi előállt azon karakterek ötleteivel, amelyek központi szerepet játszanak Katamari Damacy-ban: a Király, a Királynő és a Minden Kozmosz Hercege. Az ő ötlete az lett volna, hogy a Királynőt ügynökök rabolták el a Földön, és a lusta Király elküldi a Herceget, hogy mentse meg. Ehhez a játékos a kicsi, kalapács-szerű fejformájú Herceget használja az emberek elkábítására, majd a Herceg az ember fejének hátsó részére kormánykereket helyezve „vezetné” az embereket. Takahasi úgy érezte, hogy ez érdekes és kreatív játékmenethez vezet, lehetővé téve a játékos számára, hogy pusztítást keltsen, miközben a herceg követte a király téves javaslatait, de a projekt vezetője elutasította az ötletet. Az Action Drive-ot végül törölték.

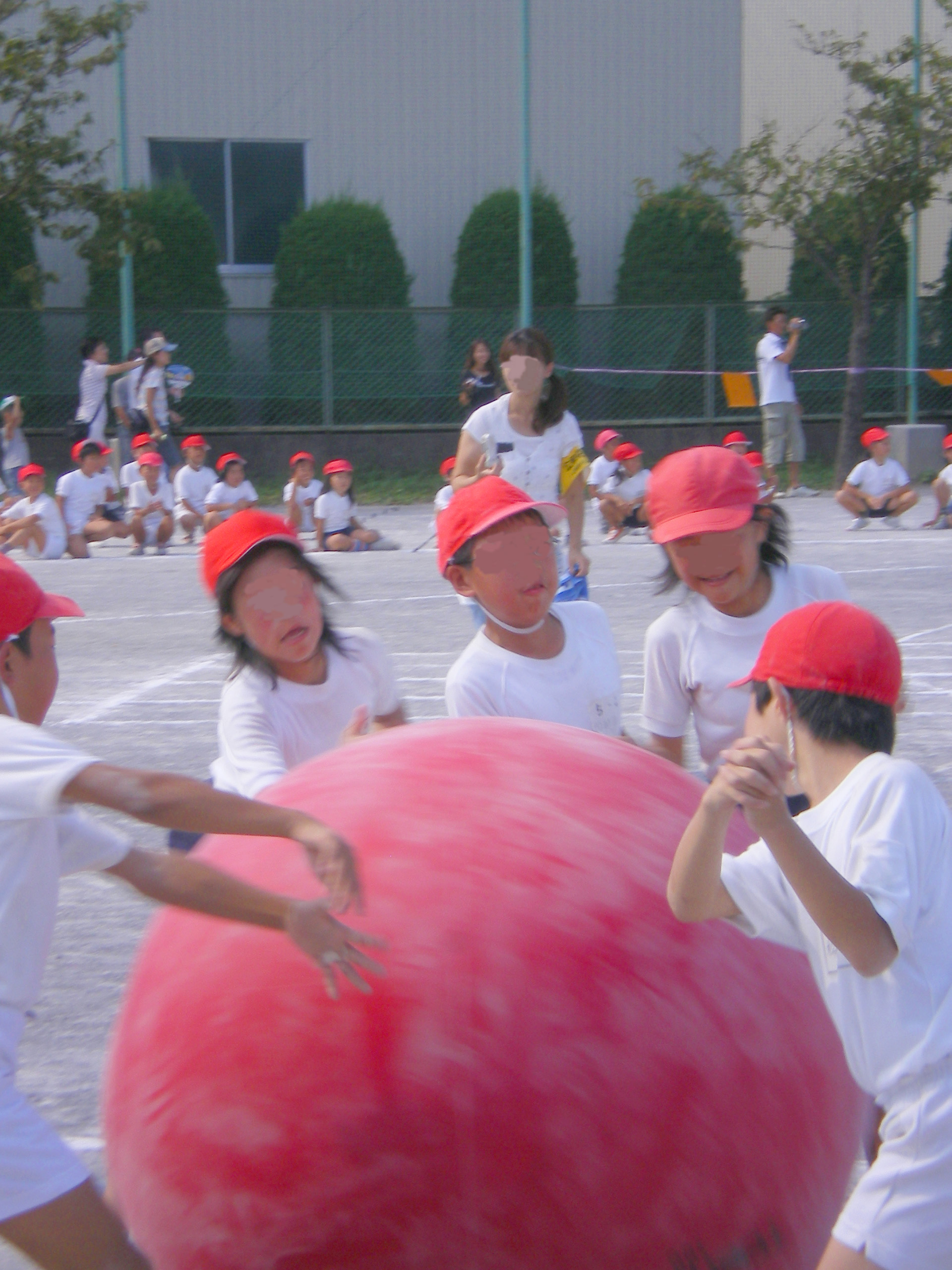
A tamakorogasi, a japán iskolákban a sportnapokon gyakorolt játék volt a Katamari Damacy egyik ihletője

Miközben más projekteken dolgozott, Takahasi továbbra is próbált játékötleteken gondolkodni, annak érdekében, hogy ne csak egy művész legyen a cégnél. Takahasi két olyan koncepciót hozott létre, amelyek Katamari Damacy inspirációjához vezettek. Az első a Sony Computer Entertainment által bemutatott Denszen („erővonal”) prototípus volt, amelynél a játékos egy fiatal lányként különböző otthonok lebegő szigetein haladt át, amelyeket elektromos vezetékek kötnek össze. A játék, bár soha nem adták ki, azt az ötletet adta Takahasinak, hogy a hétköznapi világot csak kis felfogásmódosítással lehet érdekessé tenni, és egy játék szórakoztató lehet anélkül, hogy erőszakot kellene okoznia. A második ötlet a tamakorogasi játékból származik, amelyet a japán iskola undókai vagy sportnapjain játszottak. A tamakorogasiban a diákok egy óriási labdát próbálnak a kapuba juttatni. Mindkét ötlet arra vette rá, hogy egy olyan játékra gondoljon, amelyben egy labdát tolva hétköznapi tárgyakat gurítanak bele, így a labda idővel egyre nagyobb és nagyobb lesz. Azon az estén, amikor ez az ötlet megfogant, beszélt egy barátjával, a Namco egyik játéktervezőjével, hogy kiderüljön, jó játékötlet-e; végül egyetértett abban, hogy van benne potenciál. Másnap beszélt korábbi főnökével, Ozaki Micutosival a koncepcióról, és egy módot adott az általa korábban javasolt Király és Herceg karakterek újrafelhasználására, aki szintén egyetértett abban, hogy nagyszerű játék lesz.
Mivel azonban Takahasi a Namco művészeti osztályán dolgozott, és nem a játéktervezésben, nem volt könnyű út számára, hogy ezt az ötletet a Namco feletteseinek javasolja. Ozaki egy újszerű megközelítést javasolt Takahasi számára a „Namco Digital Hollywood Game Laboratory” segítségével. Abban az időben a Namco a Konami által 1997-ben alkalmazott modellt követte: a Konami létrehozta a Konami Computer Entertainment School-t, hogy segítsen új játékfejlesztők oktatásában, akiket végül felvettek a Konamiba, és számos kísérleti ötlet keletkezett ezidő alatt. Ezek közül néhány a Konami Games & Music Division (később Bemani) termékeivé váltak, amelyek nagyon sikeresek lettek, mint például a Beatmania, a GuitarFreaks és a Dance Dance Revolution. A Namco remélte, hogy a Digital Hollywood Game Laboratory is hasonló utat jár majd be. Akkoriban Nakamura Maszaja volt ennek az iskolának az igazgatója, és felügyelt egy felső tagozatos szakdolgozat osztályt, ahol a diákokat 3D-s modellezésre oktatták, hogy a Namco többi alkalmazottjának segítségével olyan játékprototípust készítsenek, amelyből potenciálisan teljes játékot lehet készíteni. Ozaki azt javasolta Takahasinak, hogy ennek az osztálynak a diákjai készítsék el a játékvilág benépesítéséhez szükséges 3D objektumokat.
Takahasi megfogadta Ozaki tanácsát, és csatlakozott a projekthez, hogy segítsen elkészíteni játéka prototípusát. A Digital Hollywood program körülbelül tíz diákja mellett sikerült néhány látványtervezőt a Namco-tól bevonni, hogy segítsenek a prototípus elkészítésében, de az iskola alacsony prioritása miatt nehezen talált játékfejlesztő mérnököket. Szerencséje volt, amikor a Namco játéktermi részlegének néhány mérnökét el akarták bocsátani, és sikerült meggyőznie közülük hármat, hogy csatlakozzanak a csapatához, hogy megtartsák munkahelyüket a Namcón belül.
Az egyik kezdeti nehézség, amellyel a prototípus fejlesztése során szembesült, az a platform, a PlayStation 2 volt. A projekt indulásakor a Sony éppen a konzol specifikációit jelentette be, amelyet az alapoktól kezdve úgy építettek fel, hogy az Emotion Engine-en keresztül támogassa a 3D grafikát. A Sony azonban nem bocsátott rendelkezésre frissített szoftverfejlesztő készleteket, mert úgy gondolták, hogy a fejlesztők képesek lesznek így is kihasználni a hardvert. Ennek eredményeként a konzolra a megjelenésekor nehéz volt fejleszteni. Ezzel szemben a Nintendo a közelmúltban bejelentette a GameCube-ot, és azt, hogy a korábbi Nintendo 64 konzollal ellentétben fejlesztőbarátabb funkciókat kínál. Így Takahasi csapata úgy döntött, hogy a GameCube-ra fejleszti a prototípust, annak ellenére, hogy a végső játék várhatóan PlayStation 2 kiadás lesz. A prototípus megalkotásakor Takahasi azt képzelte, hogy míg a játékos által körbegurított labda növekedni fog, ahogy átgurul a tárgyakon, de össze is zsugorodik, ha akadályokkal ütközik, és tárgyakat veszít el belőle. Ez egy interaktív zeneszámhoz lett volna kötve, amely egyszerűnek indult volna egy kis labdával, és egyre összetettebbé és teljesebbé vált volna, ahogy nagyobb lesz. Technikailag a csapat úgy találta, hogy a memória korlátai miatt nem tudták megvalósítani ezt a zsugorodó mechanikát, és azt is megállapították, hogy az interaktív zenei koncepcióval nem volt szórakoztató összemenni, és hallani a zene egyszerűbb formába való visszafejlődését. A zsugorodó koncepciót, valamint az interaktív zenei megközelítést ezt követően elvetették. A prototípus körülbelül hat hónapon belül elkészült, az azévi Japan Media Arts Fesztivál kiállításához. Takahasi belső felülvizsgálatra is bemutatta a játékot, és a Namco zöld utat kapott a játék teljes fejlesztéséhez.
A Katamari Damacy igazi fejlesztése 2001 végén kezdődött. A Namco az oszakai Now Production-t bízta meg a játék PlayStation 2-re portolására. Takahasi kezdetben aggódott amiatt, hogy egy másik helyen lévő külső stúdióval kell dolgoznia, de később úgy találta, hogy a Namco és a Now Production csapata jól együttműködött. A teljes csapat körülbelül húsz tagból állt a két vállalat között, és a Namco körülbelül 100 millió jen költségvetést különített el a játékra; ez körülbelül a tizede volt a Namco kasszasiker játékainak, például a Ridge Racer-nek vagy a Soulcalibur-nak. A teljes játék lefejlesztése másfél évig tartott, ebből nyolc hónap a Digital Hollywood verzió prototípusának elkészítése.
Takahasi elmondta, hogy a csapat négy kulcsfontosságú pontot célzott meg a játék fejlesztése során: az újszerűséget, a könnyű megértést, az élvezetet és a humort. Iwatani a játékot a Namco Pac-Man-jével hasonlította össze, amely az egyszerűségre és az innovációra összpontosított, és mintaként szolgált a cég jövőbeli játékaihoz. A fejlesztés egy pontján Takahasi „proaktívan figyelmen kívül hagyta” a Namco tanácsát, hogy növelje a játék összetettségét.
A Katamari Damacy alapvető játékmenete a 7.402.104 számú US szabadalom tárgya: „Játék végrehajtási módszer, játékberendezés, adathordozó, adatjel és program”. A 2009-ben kiadott szabadalom elsősorban azt írja le, hogy a játék hogyan tartja meg a katamari nagyjából gömb alakú természetét, amikor tárgyakat gurít fel, de kiterjed az olyan fogalmakra is, mint a hőmérséklet vagy súlyértékek alapján gyűjtött tárgyak nyomon követése, amelyek a későbbi játékokban szereplő módok voltak.

## Zene
A Katamari Damacy zenéjét széles körben fantáziadúsnak és eredetinek méltatták (az IGN és a GameSpot „A 2004-es év soundtrackje” díját is megnyerte), és a játék egyik legjobb tulajdonságának tartották. A soundtrack Japánban Katamari Fortissimo Damacy (塊フォルテッシモ魂; Katamari Fortessimo Damasii) címen jelent meg. Eklektikus kompozíciójában a hagyományos elektronikus videojátékzene elemei, valamint a súlyos jazz és szamba hatások (Sibuja-kei) is megtalálhatóak voltak. A legtöbb számot Mijake Jú szerezte, és sok olyan népszerű J-pop énekes énekli, mint például Aszaka Jui a Sukeban Deka 3 tévésorozatból, valamint anime szinkronszínészek is, köztük Macubara Nobue és Mizumori Ado. Az egyik számot Charlie Kosei, a Lupin III soundtrackjének zeneszerzője írta és énekli.
A soundtrack 2024. március 25-én felkerült a nagyobb streaming-platformokra.

## Megjelenés
A Katamari Damacy végleges változatának egypályás demóját a 2003-as Tokyo Game Show-n (TGS) állították ki. A demót a sajtó kritikusan méltatta, a GameSpot munkatársa, Jeff Gerstmann „jó adag furcsa móka”-nak nevezte. A Sony erős érdeklődést mutatott a játék kiadásának előremozdítása iránt a TGS válasza alapján, és felajánlotta, hogy cserébe kezeli a játék promócióját. A Sony számos hirdetőtáblán és plakáton hirdette a játékot Japán-szerte, és hírhedt televíziós reklámot készített egy üzletemberről, aki találkozóra vár, és irodabútorokat és személyzetet gurít fel. Az eredeti prototípus borítóján, a tamakorogashi-n egy nagy piros golyó szerepelt, de a játék végső kiadásához Takahasi készítette el a játék borítóját, amelyen egy nagy katamarit mutatott be, amint egy város felett átgurul, hangsúlyozva a játék léptékét.
A játékot 2004. március 18-án adták ki Japánban, az ára körülbelül 4000 jen volt, ami a legtöbb akkori nagy játék árának nagyjából kétharmada. A Namco becslése szerint a játékból több mint 500 000 darabot adnának el Japánban az első év során, és bár a játék nem érte el ezt a számot, a piacon az első kilenc hete során a Japánban eladott tíz legjobb játék egyike maradt, több mint 100 000 eladott példánnyal ebben az időszakban, ami lenyűgözőnek számított egy új szellemi tulajdon szempontjából. A közvélemény reakciója a játékra elég pozitív volt ahhoz, hogy a Namco 2004 decemberére elkezdjen dolgozni egy folytatáson.
Ekkor a Namco semmilyen nyugati kiadást nem vett fontolóra a játékhoz. A Katamari Damacyt először az Egyesült Államokban mutatták be az Experimental Gameplay Workshopon, a 2004. márciusi Game Developers Conference-en. Az International Game Developers Association nyugati fejlesztőinek egy csoportja korábban elhozta a Mojib-Ribbon-t a 2003-as Experimental Gameplay Workshopba, miután a 2002-es TGS-en be lett mutatva, és a 2003-as TGS-en kerestek egy hasonló címet 2004-re. A Katamari Damacy-t felfedezve ideális kiállítási címnek, a csoport a Namcóval megegyezett, hogy Takahasi az Egyesült Államokba jöjjön bemutatni a játékot. Az sajtóreakció a bemutatóra „elektromos” volt, de csalódottan értesültek Takahasitól, hogy nem tervezik a nyugati kiadást. A média figyelme a Workshop-tól származó játékra irányult, amelyet gyakran a „Namco hógolyó-szimulátornak” neveztek, ennek eredményeként nagyobb nyomás nehezedett a Namcóra a nyugati kiadás érdekében. Takahasit ismét meghívták, hogy mutassa be a játékot az E3 2004-en. Azok a játékosok, akik azt akarták, hogy a játék megjelenjen Nyugaton, szintén írtak a Namcónak a kiadásért. Ugyanebben a júliusban a Namco hivatalosan is bejelentette a játék megjelenését Észak-Amerikában 2004 szeptemberében. A játékot hivatalosan soha nem adták ki Európában, bár a későbbi folytatásai kaptak európai kiadásokat (A játék remakeje már megjelent Európában).
A japán nyelvben a Katamari (塊) jelentése  „halom” vagy „csomó”, „rög”, a Damasii pedig a tamashii (魂) rendaku formája, jelentése „lélek” vagy „szellem”. Ezért a kifejezés kb. azt jelenti, hogy „rög-lélek”. A nevet alkotó két kandzsi hasonlónak tűnik (ugyanazzal a jobb oldali elemmel rendelkezik: 鬼 ), így ez egy vizuális alliterációnak is nevezhető. A név a nyugati kiadásban hivatalosan Katamari Damacyként van átírva. A játék készítője, Takahasi Keita elmondta, hogy a cím a fejlesztés elején hirtelen eszébe jutott, és a fejlesztés során nem változott.

## Fogadtatás
A Katamari Damacy mérsékelt sikereket ért el Japánban. A játékot az akkori új játékok árának körülbelül kétharmadáért volt megvásárolható. Megjelenésének hetében ez volt a legtöbbet eladott játék 32 000 darabbal, és 2004. végéig több mint 155 000 példányszámban kelt el Japánban. A Namco azonban eredeti becslése szerint több mint 500 000 darabot akart eladni Japánban.
A játékot nem adták ki a PAL-területeken, például Európában és Ausztráliában, mivel a kiadók úgy gondolták, hogy túlságosan „szokatlan/furcsa/érdekes” lenne ezeken a piacokon; de az Electronic Arts felvette az első kettő folytatást, a We Love Katamari-t és a Me & My Katamari-t, hogy a PAL-régiókban (Európában) kiadhassa azokat.
A játék észak-amerikai kiadását nagyon jól fogadták a kritikusok, a TechTV is megemlítette és dicsérte, és a Time magazin 2004. májusi számának kiemelt oldalsávja volt. A Time továbbra is dicsérte a játékot a 2004. novemberi „Az év legjobb játékai” című különkiadásában, és a Playstation 2 „legszokatlanabb és legeredetibb játéka”-nak nevezte. A legtöbb kiskereskedő alábecsülte az ilyen furcsa játék iránti keresletet, és csak néhány példányt vásárolt ebből az „alvóslágerből”; országszerte gyorsan elfogyott, Észak-Amerikában meghaladta a 120.000 eladott példányt. A 2005-ös Game Developers Choice Awards-on elnyerte az Egyesült Államokban a „Kiválóság a játéktervezésben” díjat is, és a G4 a Katamari Damacynak ítélte oda a „Legjobb innováció” díját az év G-Phoriájában. A Katamari Damacy a 2004-es Good Design Award egyik kitüntetettje volt Japánban, az első alkalom, amikor egy videojáték nyerte el ezt a díjat. A 8. éves Interactive Achievement Awards során az Interactive Arts & Sciences Akadémia Katamari Damacy-t a „Kiemelkedő innováció a konzoljátékokban” és a „Kiemelkedő teljesítmény játéktervezés terén” díjjal jutalmazta, valamint az „Az év Játéka”, „Az Év konzoljátéka” és a „Kiemelkedő teljesítmény eredeti zenei kompozíció terén” kijelöléseket is megkapta. A GameSpot 2004 szeptemberének legjobb PlayStation 2-játékának választotta.. Később szinte minden helyen elnyerte az év végi „Legjobb puzzle/ritmusjáték”, „Legjobb eredeti zene” és „Leginnovatívabb játék” díjait.
2015-ben a játék a 13. helyet szerezte meg az USgamer The 15 Best Games Since 2000 listáján. 2019-ben a The Guardian újság A 21. század 50 legjobb videojátéka listáján a 49. helyre került.
Bár a játék gyorsan kultikussá vált, és számos kritika dicsérte, megvan a maga része a kritikáknak is. Gyakori panasz az, hogy a játék viszonylag rövid és ismétlődő – kevesebb mint tíz óra alatt befejezhető, a játékmenet pedig gyakorlatilag ugyanaz marad végig. Mások azonban, például az Electronic Gaming Monthly értékelője, Mark McDonald (aki tízből 8,5-et adott a játéknak az EGM stábjával), amellett érvelnek, hogy a játék korlátait, mint például azt, hogy minden szinten „alapvetően ... ugyanaz” a cél, elnyomják erősségei, mint az „elegáns” irányítás, a zenéje és a „csintalan” humora. Jól kivitelezett, nem hagyományos játékként a Katamari Damacy befolyást gyakorolt a játékfejlesztő közösségre. Megjelenése óta számos más játékot is ihletett a Katamari, mint például a The Wonderful End of the World és a Donut County.

## Örökség
Katamari Damacy-ból számos folytatás készült, többek között a PlayStation 2-re és az újabb játékkonzolokra. A játék PlayStation 2-re megjelent közvetlen folytatása, a We Love Katamari 2005-ben és 2006-ban jelent meg nemzetközileg. A története önmagára utal, az első játék sikere nyomán a legtöbb pálya a király és a herceg újdonsült rajongóinak kérésein alapul. Noha ugyanaz a mechanika, a We Love Katamari új játékmeneti funkciókat vezet be, mint például a kooperatív játék, és új célokat, például a legértékesebb tárgyak összegyűjtését, amelyek a folytatásokban is szerepelnek.
2012. július 29-én a játék bekerült a New York-i Modern Művészeti Múzeum egyik kiállításába, „Century of the Child: Growing by Design” címmel. Itt a játékot a gyerekjátékok és a 20. századi változásainak bemutatására használták, kifejezetten dicsérve a játékot „mókás léptékmanipulációi”-ért, amelyek minden korosztály számára elérhetővé teszik. A Namco Bandai Games America, Inc. marketingért felelős alelnöke, Carlson Choi Katamari Damacy kiállítás szerepét a Namco Bandai játékaiban megtestesülő kreatív dizájn bizonyítékaként jellemezte, amellett, hogy a videojátékokat modern formaként igazolja az interaktív művészetet. Ugyanezen év november 29-én a játék bekerült a Modern Művészeti Múzeum állandó videojáték-gyűjteményébe. Paola Antonelli kurátor a Katamari Damacy-t választotta a múzeumban bemutatásra kerülő első tizennégy játék közé, amelyet számos szempont alapján választottak ki, beleértve a „vizuális minőséget, a kód eleganciáját és a játékviselkedés kialakítását”.
A Unity játékmotor-ral készült egy nagyfelbontású remaster, Katamari Damacy Reroll címmel, ami 2018. december 7-én jelent meg Nintendo Switchre és Windows-ra. Japánban Katamari Damacy Encore (塊魂アンコール; Katamari Damasii Ankóru) címen ismert, ez az első cím a Bandai Namco Games Encore remaster sorozatában. A játék a hagyományos vezérlési séma mellett támogatja a Switch giroszkópos irányítását is. A Reroll-t jelölték a Freedom Tower Award-jára a legjobb feldolgozás kategóriában a 2020-as New York Game Awards-on. A PlayStation 4 és Xbox One verziók Japánban 2020. november 19-én jelentek meg, világszerte pedig november 20-án. Az Amazon Luna verziója 2021. március 4-én jelent meg, a Stadia verzió pedig ugyanebben az évben szeptember 7-én jelent meg világszerte.
Egy 2019-es visszatekintésben az Edge magazin lejegyezte, hogy a játék 15 évvel az első megjelenése után megmutatja, hogy a milyen befolyást gyakorolt az utána következő független játékokra, és hozzátette, hogy Takahasi játéka „játékos és rendkívül vicces, mélyen furcsa és valódi szívvel rendelkezik”.

## Fordítás
Ez a szócikk részben vagy egészben  a   Katamari Damacy című angol Wikipédia-szócikk ezen változatának fordításán alapul.  Az eredeti cikk szerkesztőit annak laptörténete sorolja fel. Ez a jelzés csupán a megfogalmazás eredetét és a szerzői jogokat jelzi, nem szolgál a cikkben szereplő információk forrásmegjelöléseként.